# Kirchhörde
Kirchhörde ist ein Dortmunder Stadtteil im südwestlichen Stadtbezirk Hombruch mit 6361 Einwohnern. Die ehemals selbstständige Landgemeinde wurde 1929 eingemeindet und verfügt durch die alte Patroklus-Kirche über eine über 1000-jährige Geschichte, in welcher der Ort sich von einem von Wald umgebenen kleinen Weiler über eine vom frühen Bergbau geprägte Streusiedlung zu einem geschlossen besiedelten industriefreien Vorort entwickelt hat. Die Bebauung Kirchhördes ist primär durch Reihen- und Einfamilienhäuser geprägt, die sich um ein kleines Geschäftszentrum gruppieren. Wichtigste Verkehrsachse in Kirchhörde ist die Hagener Straße, eine Allee als Nord-Süd-Verbindung zwischen Dortmund und Herdecke bzw. Hagen.
Kirchhörde ist in Dortmund als wohlhabender Stadtteil bekannt. Vor allem in den Bezirken Kirchhörde-West (49.000 Euro) und Kirchhörde-Ost (58.500 Euro) ist das Durchschnittseinkommen etwa doppelt so hoch wie in der Gesamtstadt. Somit gilt Kirchhörde ähnlich wie Syburg und Lücklemberg als Inbegriff für den Dortmunder Süden.

## Geographie
| Panorama-kirchhoerde.jpg |
| Blick auf Kirchhördes Westen von Löttringhausen aus gesehen. Am Hügel links liegt das Krankenhaus. Es schließt sich der Dimberg mit der Klöckner-Villa an. Rechts die Bungalows unterhalb des Kirchhörder Kopfes. Der Kirchhörder Bach fließt zwischen der Waldgrenze und den Feldern im Vordergrund. |

### Lage von Kirchhörde

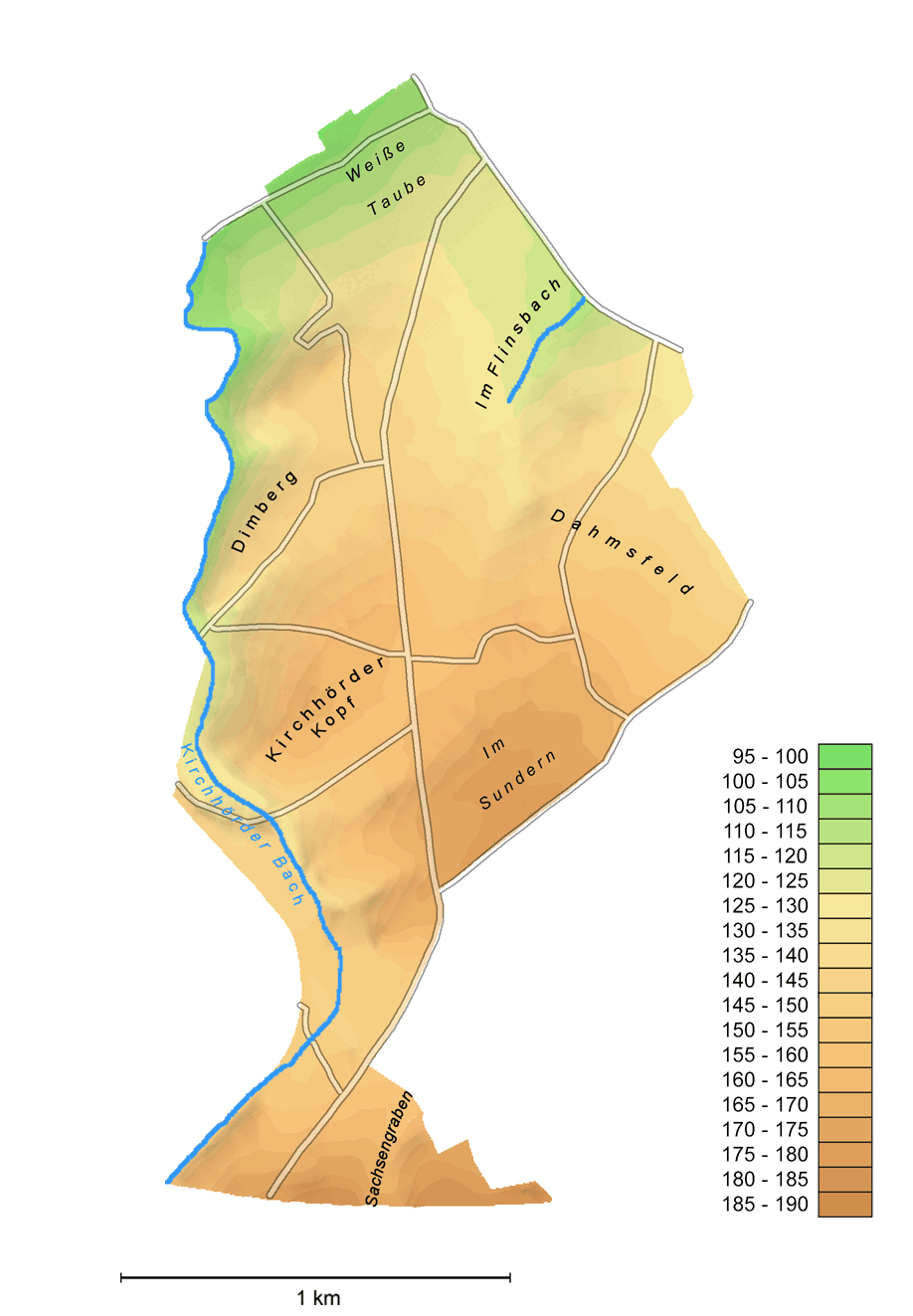
Höhenprofil des Ortsteils Kirchhörde

Der Ort liegt am Nordhang des Ardeygebirges auf einer nach drei Seiten abfallenden Anhöhe rund 6 km südlich der Dortmunder Stadtmitte. Der größte Nord-Süd-Durchmesser beträgt 2,9 km, der von Westen nach Osten 1,4 km. Den tiefsten Punkt bildet der Übergang des Kirchhörder Baches nach Kleinholthausen mit 100 m im Nordwesten, der höchste Punkt befindet sich im Süden an der Grenze nach Schanze an der Bundesautobahn 45 mit 182 m ü. NHN.

### Nachbarorte
Kirchhörde ist nur von anderen Dortmunder Ortsteilen umgeben. Der Ort grenzt im Norden an der Weißen Taube auf einem kurzen Stück an Brünninghausen, im Nordosten entlang der Olpketalstraße und Osten getrennt vom Herrenwald an Lücklemberg, im Südosten entlang der Kirchhörder Straße an die Bittermark, im Süden an Schanze, im Südwesten und Westen begrenzt durch den Kirchhörder Bach an Löttringhausen und im Nordwesten an Kleinholthausen.

### Kirchhörder Bach

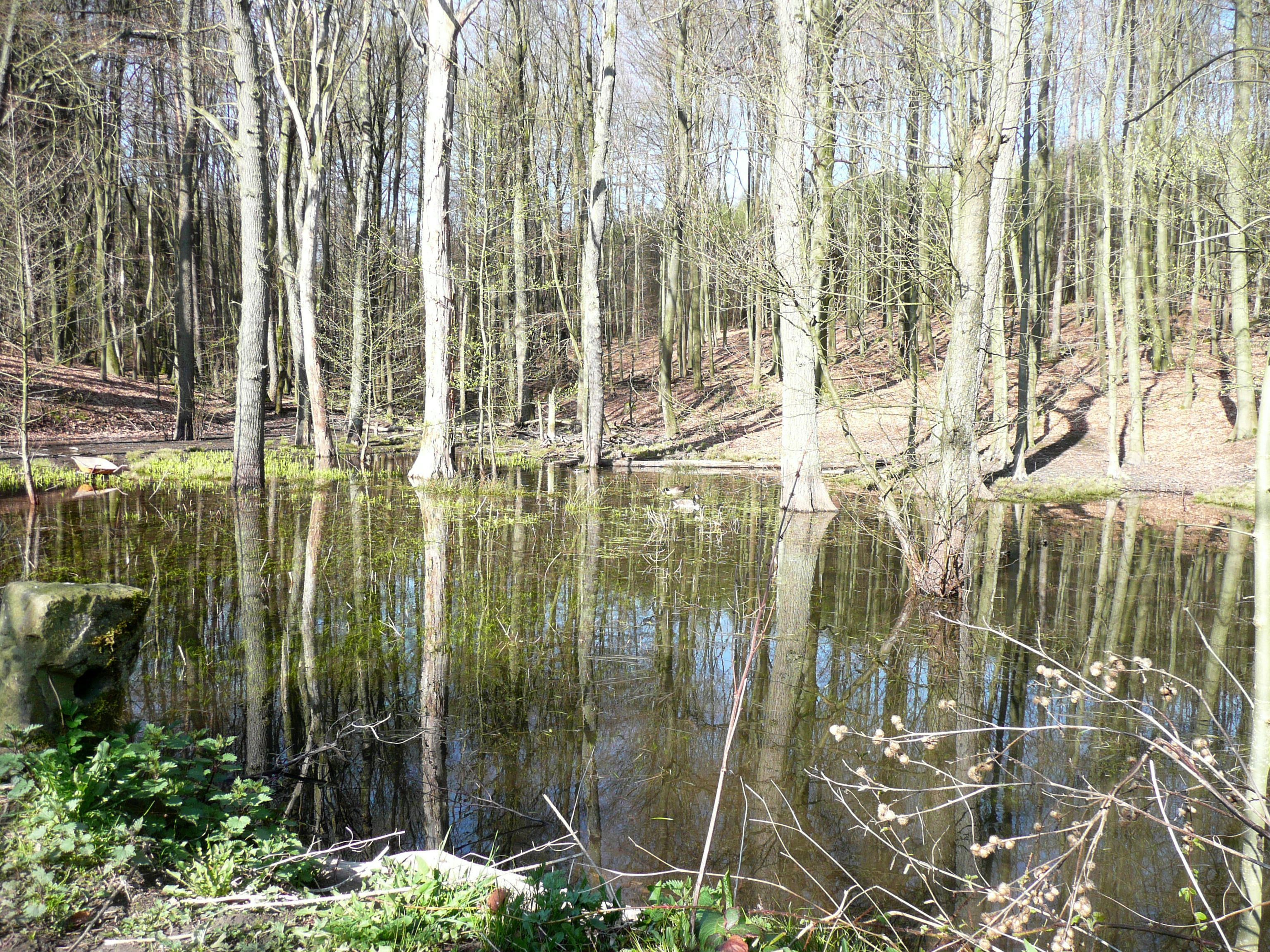
Hauptzufluss des Baches: Ossenbrinksiepen

Das größte Gewässer stellt der Kirchhörder Bach dar, dessen Quelle in der Kleinholthausener Mark liegt. Rund 400 m unterhalb der Quelle speist der Kirchhörder Bach die Teiche der ehemaligen Zeche Gottessegen an der Spissenagelstraße in der Bittermark. Kurz darauf ist der Bach für knapp 700 m unterirdisch kanalisiert, danach  fließt er westlich des Ortskernes in nördliche Richtung. In Kleinholthausen dreht der Kirchhörder Bach nach Westen ab und vereinigt sich in Hombruch mit dem Grotenbach zum Rüpingsbach, welcher in Schönau in die Emscher mündet.

### Geländeform
Zum Tal des Kirchhörder Baches fällt das Gelände im Westen der Ortschaft steil ab, wogegen sich im Norden das flachere Terrain der ehemaligen Brünninghauser Heide anschließt. Nach Nordosten sinkt das Gelände zum Olpketal in Lücklemberg ab, nur zur Bittermark steigt der Boden von der Ortsmitte weiter an. Im Süden schließt sich nach dem Abfall zur ehemaligen Zeche Gottessegen der Anstieg zum Hauptkamm des Ardeygebirges an.

### Waldungen
Kirchhörde war bis ins 18. Jahrhundert aufgrund seiner hügeligen Lage hauptsächlich mit Wald bedeckt. Auf einer Flurkarte um 1750 ist zu erkennen, dass westlich der heutigen Hagener Straße nur links und rechts der Kobbendelle einige Felder angelegt waren, der Wald im Süden bis an die Kirche heranreichte. Von diesen Gehölzen bestehen nur noch das Pastorenwäldchen und einige kleine Waldungen am Abhang zum Kirchhörder Bach, jedoch liegen kleine Teile des Rombergsholz und der Großholthausener Mark im Süden auf dem Ortsgebiet, welche die größte bzw. drittgrößte Waldung im Dortmunder Stadtgebiet darstellen.

## Geschichte

### Bedeutung des Ortsnamens

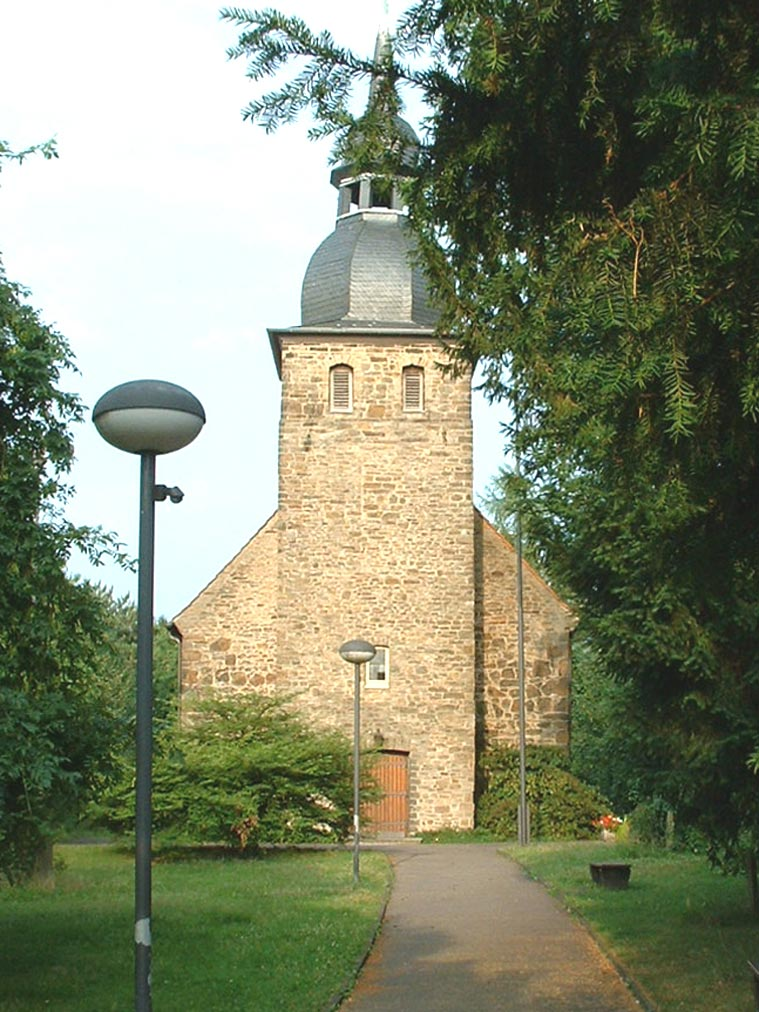
Evangelische St.-Patroklus-Kirche

Kirchhörde wird in alten Urkunden Hourthe oder Hurde genannt. Damit wurden Schutzstätten bezeichnet, die aus Hürden aus Reisig und Flechtwerk bestanden. Zur Unterscheidung zum Hurde an der Emscher (Hörde) entstand die Bezeichnung Kirchhurde, da in Hörde erst später eine Kirche errichtet wurde. Die erste Erwähnung unter dem Namen Kirchhurde stammt von einer aus dem Jahr 1253 vom Erzbischof Konrad von Köln ausgestellten Urkunde (Actum in silva ardeye prope Kirchhurde).

### Das Kirchspiel Kirchhörde
Kirchhörde war ursprünglich ein Kirchspiel, das zum Pfarrbezirk der Dortmunder Reinoldikirche gehörte. Bereits 1189 wurde das eigenständige Tauf- und Begräbnisrecht vom Kölner Erzbischof Philipp I. von Heinsberg gewährt, die endgültige Trennung von St. Reinoldi erfolgte 1655. Im 16. Jahrhundert wurde die Reformation eingeführt. Zu dem Kirchspiel gehörten neben dem ganz im Osten gelegenen Kirchdorf auch noch Kleinholthausen, Großholthausen, Kruckel und Löttringhausen. Das Hombruch wurde erst im 19. Jahrhundert abgeholzt und besiedelt. In den Jahren von 964 bis etwa 1189 befand sich in Kirchhörde eine Kapelle, die dem Heiligen Patroklus geweiht war. Grund für diese seltene Auswahl dürfte die Überführung seiner Reliquien von Frankreich in den St.-Patrokli-Dom in Soest 964 durch Erzbischof Brun von Köln gewesen sein, die wahrscheinlich am Kirchhörder Hof vorbeiführte. Später wurde an gleicher Stelle eine Kirche errichtet, die dann aufgrund von Baufälligkeit zwischen 1789 und 1807 neu errichtet wurde.

### Der Hof zu Kirchhörde

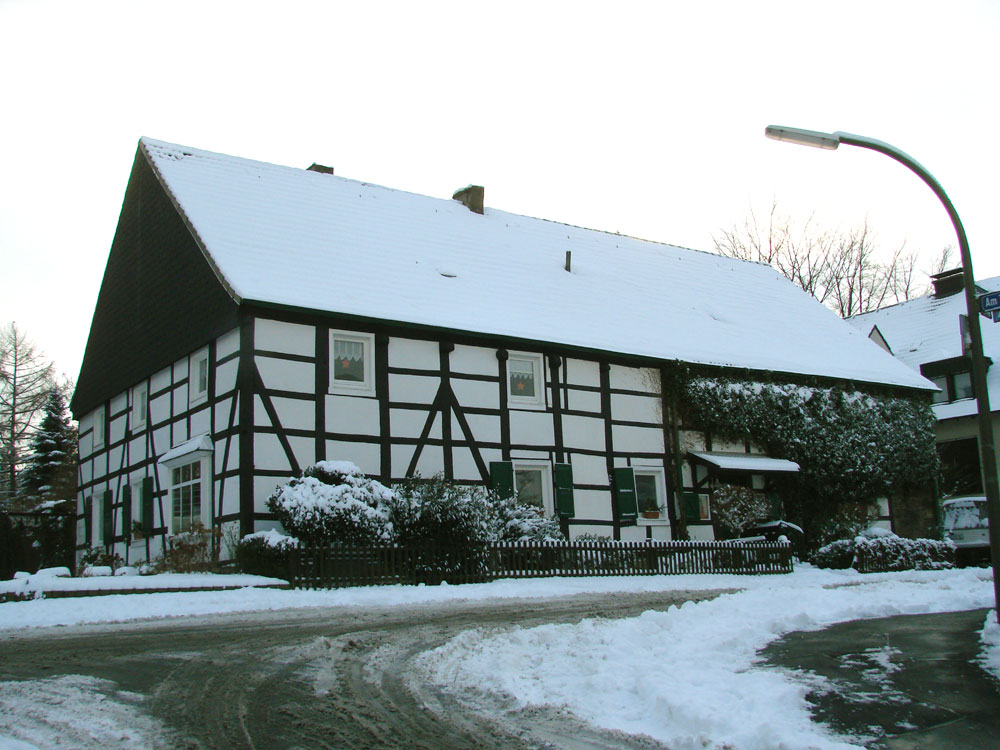
Truxhof

Der neben der Patroklus-Kirche gelegene Hof Kirchhörde besaß laut einer Urkunde von 1165 die Benediktinerabtei Deutz, wahrscheinlich eine Schenkung vom Kölner Erzbischof Heribert aus dem Jahre 1019. Bekannt ist, dass 1318 der Graf von Dortmund den Hof zum Lehen hatte, später Reinold von Unna und schließlich durch Erbgang 1535 die Familie von Syberg, die 1803 letztmals von der Abtei Deutz mit dem Hof belehnt wurde. 

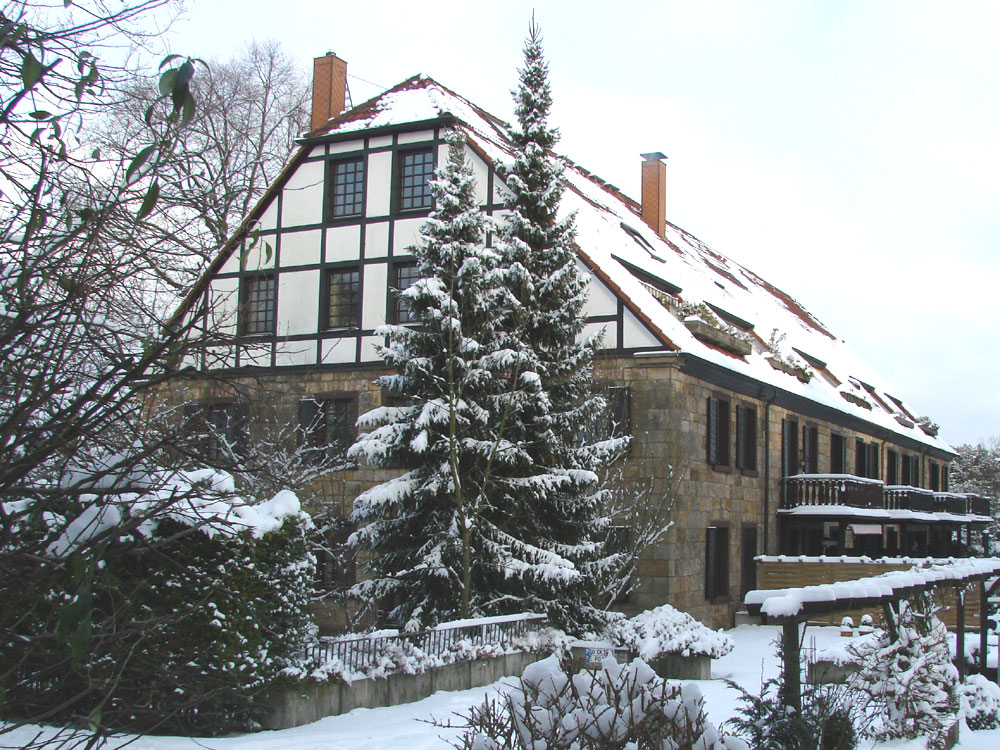
Dahmshof

1813 verkaufte der Freiherr von Syberg den Hof an den Erbpächter Trux. Die Bezeichnung Truxhof ist seit 1582 nachgewiesen. Bis Ende des 17. Jahrhunderts existierten neben dem Hof in Kirchhörde nur das Pastorat, die Küsterei und ein Kotten. Weiterhin gehörte dem Kloster Clarenberg aus der damaligen Stadt Hörde der heutzutage in Kirchhörde gelegene Dahmshof. Dieser gehörte früher, obwohl der geographischen Lage nach eigentlich zu Kirchhörde gerechnet, zur Gemeinde Lücklemberg und dem Kirchspiel Wellinghofen.

### Administrative Zugehörigkeit

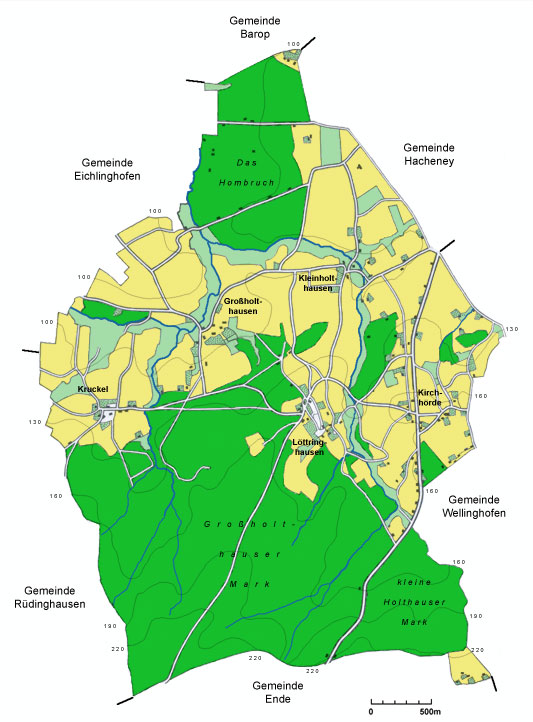
Gemeinde Kirchhörde 1828

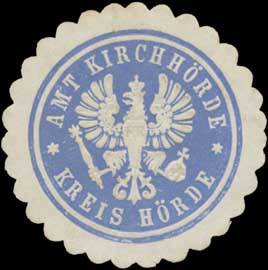
Siegelmarke Amt Kirchhörde

Das Kirchspiel Kirchhörde gehörte gemeinsam mit den Kirchspielen Annen, Rüdinghausen, Eichlinghofen, Barop und Wellinghofen zum Oberamt Hörde, welches mit der Freiheit Hörde und dem nordöstlich davon gelegenen Niederamt Hörde mit den Dörfern Schüren und Brackel das Amt Hörde bildete. Dieses war Anfang des 14. Jahrhunderts entstanden, nachdem die Grafen von der Mark in dieser Gegend ihre Landeshoheit gegenüber der Stadt Dortmund und den Grafen von Limburg durchgesetzt hatten. Nach dem Aussterben des märkischen Herrscherhauses fiel die Grafschaft Mark und somit auch Kirchhörde 1666 an den Kurfürsten von Brandenburg.
Nach den Befreiungskriegen bildete der preußische Staat 1815 den Landkreis Dortmund innerhalb des neugeschaffenen Regierungsbezirks Arnsberg in der ebenfalls neu eingerichteten Provinz Westfalen mit Provinzialhauptstadt Münster. Neben der Stadt Dortmund und dem Amt Hörde gehörten fünf weitere Ämter dem Landkreis an. 1887 wurde aus dem südlichen Teil des Landkreises Dortmund der Landkreis Hörde eingerichtet und die Gemeinde Kirchhörde dem Amt Barop zugesprochen.
Am 1. Juli 1888 schieden die Gemeinden Kirchhörde und Rüdinghausen aus dem Amt Barop aus und bildeten das neue Amt Kirchhörde. Auf einer Fläche von 20,6 km² hatte das Amt Kirchhörde im Jahre 1910 17.227 Einwohner. Das Amtshaus befand sich am Hombrucher Markt.
Am 1. April 1922 schied Rüdinghausen aus dem Amt Kirchhörde aus und wurde nach Annen eingemeindet. Das Amt Kirchhörde bestand seitdem nur noch aus der Gemeinde Kirchhörde.
Am 1. August 1929 wurde der Landkreis Hörde durch das Gesetz über die kommunale Neugliederung des rheinisch-westfälischen Industriegebiets aufgelöst. Die Gemeinde Kirchhörde fiel an Dortmund. Die Ämter Kirchhörde und Barop wurden zur Verwaltungsstelle Hombruch zusammengefasst. Mit der Gemeindereform wurde 1975 der Stadtbezirk Hombruch geschaffen, zu dem Kirchhörde seitdem gehört.
| Bevölkerungsentwicklung auf dem Gebiet der ehemaligen Gemeinde Kirchhörde 13,47 km2 | Bevölkerungsentwicklung auf dem Gebiet der ehemaligen Gemeinde Kirchhörde 13,47 km2 | Bevölkerungsentwicklung auf dem Gebiet der ehemaligen Gemeinde Kirchhörde 13,47 km2 | Bevölkerungsentwicklung auf dem Gebiet der ehemaligen Gemeinde Kirchhörde 13,47 km2 | Bevölkerungsentwicklung auf dem Gebiet der ehemaligen Gemeinde Kirchhörde 13,47 km2 | Bevölkerungsentwicklung auf dem Gebiet der ehemaligen Gemeinde Kirchhörde 13,47 km2 | Bevölkerungsentwicklung auf dem Gebiet der ehemaligen Gemeinde Kirchhörde 13,47 km2 | Bevölkerungsentwicklung auf dem Gebiet der ehemaligen Gemeinde Kirchhörde 13,47 km2 | Bevölkerungsentwicklung auf dem Gebiet der ehemaligen Gemeinde Kirchhörde 13,47 km2 | Bevölkerungsentwicklung auf dem Gebiet der ehemaligen Gemeinde Kirchhörde 13,47 km2 | Bevölkerungsentwicklung auf dem Gebiet der ehemaligen Gemeinde Kirchhörde 13,47 km2 | Bevölkerungsentwicklung auf dem Gebiet der ehemaligen Gemeinde Kirchhörde 13,47 km2 | Bevölkerungsentwicklung auf dem Gebiet der ehemaligen Gemeinde Kirchhörde 13,47 km2 |
| ----------------------------------------------------------------------------------- | ----------------------------------------------------------------------------------- | ----------------------------------------------------------------------------------- | ----------------------------------------------------------------------------------- | ----------------------------------------------------------------------------------- | ----------------------------------------------------------------------------------- | ----------------------------------------------------------------------------------- | ----------------------------------------------------------------------------------- | ----------------------------------------------------------------------------------- | ----------------------------------------------------------------------------------- | ----------------------------------------------------------------------------------- | ----------------------------------------------------------------------------------- | ----------------------------------------------------------------------------------- |
| 1783                                                                                | 1818                                                                                | 1843                                                                                | 1858                                                                                | 1871                                                                                | 1885                                                                                | 1895                                                                                | 1905                                                                                | 1925                                                                                | 1946                                                                                | 1961                                                                                | 1970                                                                                | 2005                                                                                |
| 298                                                                                 | 605                                                                                 | 1434                                                                                | 2473                                                                                | 5005                                                                                | 7814                                                                                | 9246                                                                                | 12287                                                                               | 14725                                                                               | 15094                                                                               | 21830                                                                               | 25052                                                                               | 23644                                                                               |

### Bevölkerungsentwicklung
Unterbezirke 672, 674 und 675 im Stadtbezirk Hombruch
| Jahr | Einw. |
| ---- | ----- |
| 2003 | 6482  |
| 2008 | 6359  |
| 2010 | 5809  |
| 2013 | 6284  |
| 2018 | 6361  |

### Nachkriegszeit

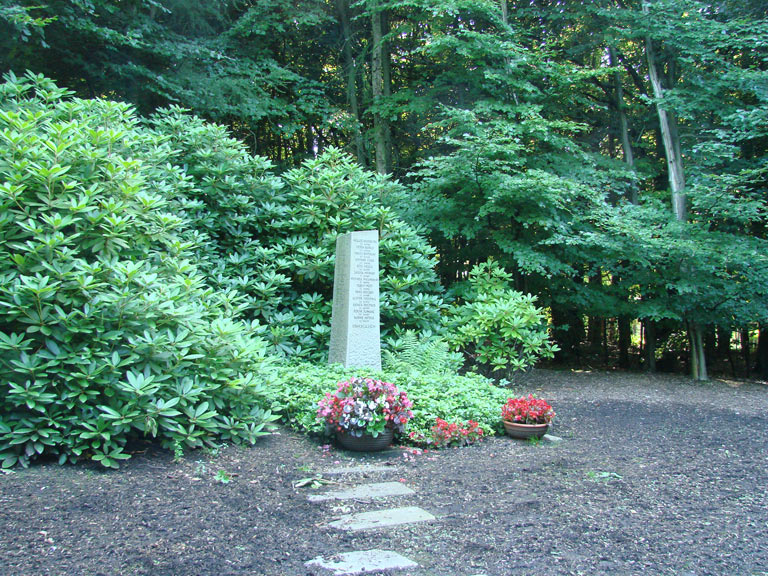
Erinnerungsstein für die Opfer des Hubschrauberabsturzes 1996

Am 24. September 1978 wurden die RAF-Mitglieder Angelika Speitel, Michael Knoll und Werner Lotze in der Großholthausener Mark von zwei Polizeibeamten bei Schießübungen überrascht, woraufhin die Terroristen das Feuer auf die Beamten eröffneten und den Polizisten Hans-Wilhelm Hansen erschossen. Angelika Speitel und Michael Knoll wurden ihrerseits von den Polizeibeamten angeschossen und schließlich festgenommen. Knoll starb zwei Wochen später an seinen schweren Verletzungen. Werner Lotze konnte mit seinem an der A 45 abgestellten PKW flüchten.
Am 6. Juni 1996 ereignete sich ein tragischer Hubschrauberabsturz über dem Waldstück Großholthausener Mark unweit der Hagener Straße und der A 45. Dabei fanden 13 Menschen den Tod, nur ein Mann konnte gerettet werden. Sechs Teilnehmer des Bundeswehr-Hubschrauberrundfluges hatten diesen auf der Messe YOU gewonnen.
Beim Jahrhundert-Regen am 26. Juli 2008, mit heftigen Niederschlägen von bis zu 200 l/m² innerhalb von nicht einmal zwei Stunden, kam es auch in Kirchhörde zu Flutungen zahlreicher Keller.

### Bergbau

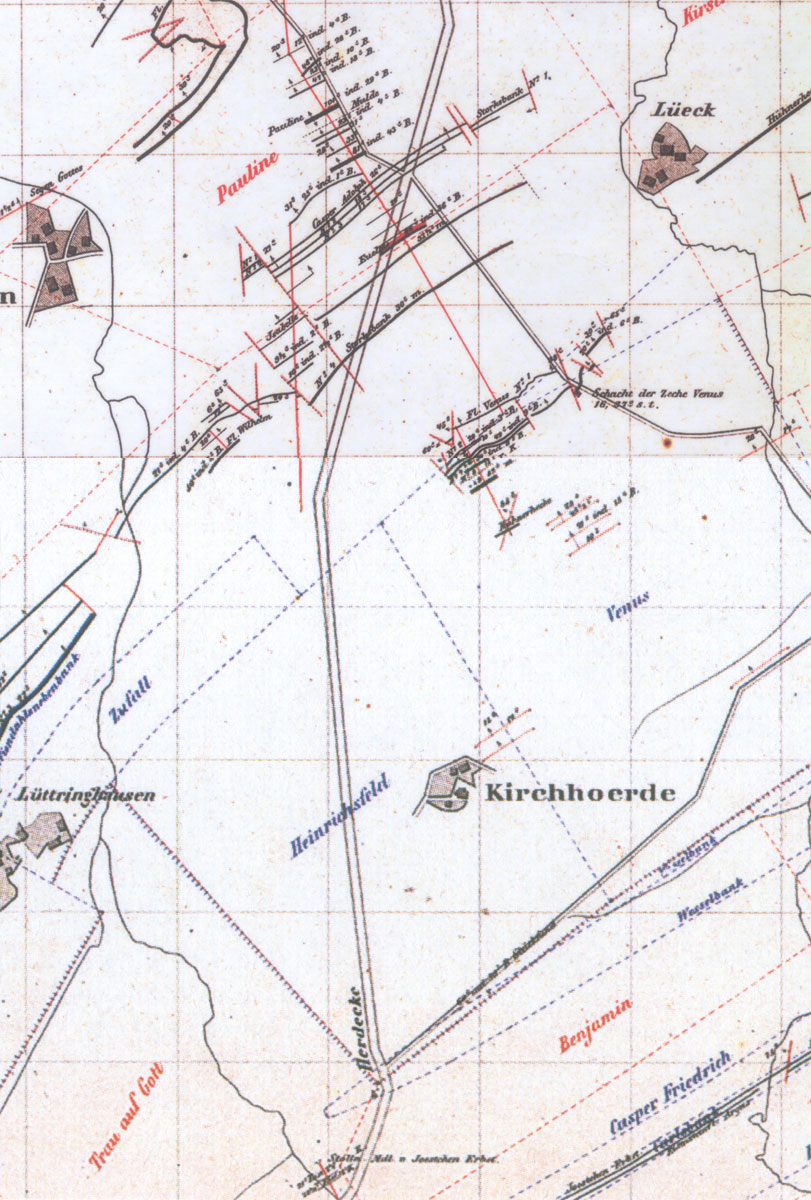
Kohlefelder, Flöze und Stollen im Kirchhörder Raum 1868

Der Beginn des Bergbaus in Kirchhörde ist vor 1743 zu legen, da bei der Verleihung eines Längenfeldes im Süden Kirchhördes die Zeche Gottessegen schon bestand, auf der Kohle und Eisenstein in Stollenbauweise gefördert wurde. Eine zwischenzeitliche Stilllegung erfolgte nach 1762. An der Grenze zur Bittermark am Isenstein existierte Mitte des 19. Jahrhunderts die Eisensteinzeche Argus, die in die 1878 wiedergegründete Zeche Gottessegen mit den Berechtsamen Gottessegen, Caspar Friedrich, Carlsbank, Heinrichsfeld, Benjamin und Argus aufging.
Weiterhin wurde auf der Zeche Venus im Flinsbach im Nordosten und der Zeche Pauline im Norden Kirchhördes Bergbau in der Mitte des 19. Jahrhunderts betrieben. Beide Zechen wurden später von der Zeche Glückauf-Tiefbau übernommen, bis diese beim Zechensterben der 1920er-Jahre ihren Abbau einstellte. Als einzige Kohlegrube in der südlich der heutigen B 1 gelegenen Stadthälfte konnte Gottessegen den Betrieb fortsetzen, und unter den Autarkiebestrebungen der 1930er-Jahre wurde auch der Abbau von Eisenstein wieder aufgenommen.
Nach der Stilllegung der Zeche 1963 errichtete der Christopherus-Haus-Verein 1973 auf dem nördlichen Teil des Geländes Behindertenwerkstätten. Das südliche Areal an der Hagener Straße diente bis in die 90er Jahre als Großkabellager für die Deutsche Telekom und liegt jetzt brach.

## Religion

### Evangelische Gemeinde

Mitgliederentwicklung der Amtskirchen in Kirchhörde.

Die rund 2300 evangelischen Bewohner Kirchhördes gehören seit dem Zusammenschluss der evangelischen Kirchengemeinde Kirchhörde mit den evangelischen Kirchengemeinden in Brünninghausen und Löttringhausen am 1. Juli 2007 der Philippus-Kirchengemeinde Dortmund an.

### Katholische St.-Patrokli-Gemeinde

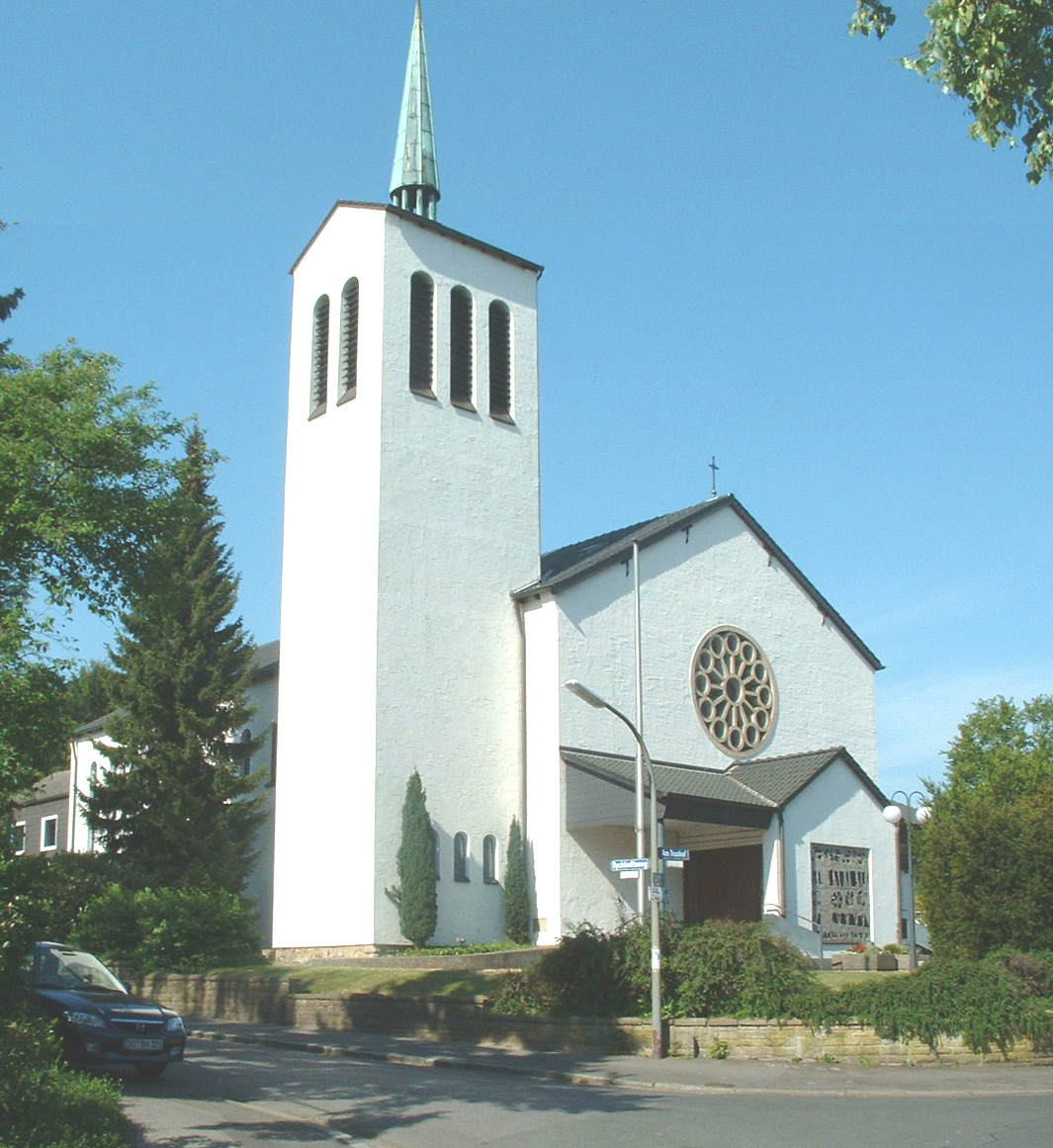
Katholische St.-Patrokli-Kirche

Nach Einführung der Reformation im Kirchspiel Mitte bis Ende des 16. Jahrhunderts wurden die verbliebenen Katholiken von der Stiftspfarrei in Hörde betreut. 1866 wurde das Gebiet der Gemeinde Kirchhörde von Hörde ausgepfarrt, da im schnell wachsenden Gemeindeteil Hombruch die St.-Clemens-Gemeinde entstanden war. 1871 konnte dort die St.-Clemens-Kirche geweiht werden.
1943 wurde für die Katholiken in Kirchhörde, Löttringhausen, Schanze, Schnee und Kleinholthausen die Pfarrvikarie St. Patrokli in Kirchhörde eingerichtet. Von 1943 bis 1946 stellte die evangelische Gemeinde die Patrokluskirche für Gottesdienste zur Verfügung. 1946 konnte in der Villa Klöckner an der Hohlen Eiche eine Kapelle eingerichtet wurde. 1952 schließlich wurde die St.-Patrokli-Kirche am Truxhof rund 300 m südlich der alten Kirche eingeweiht.

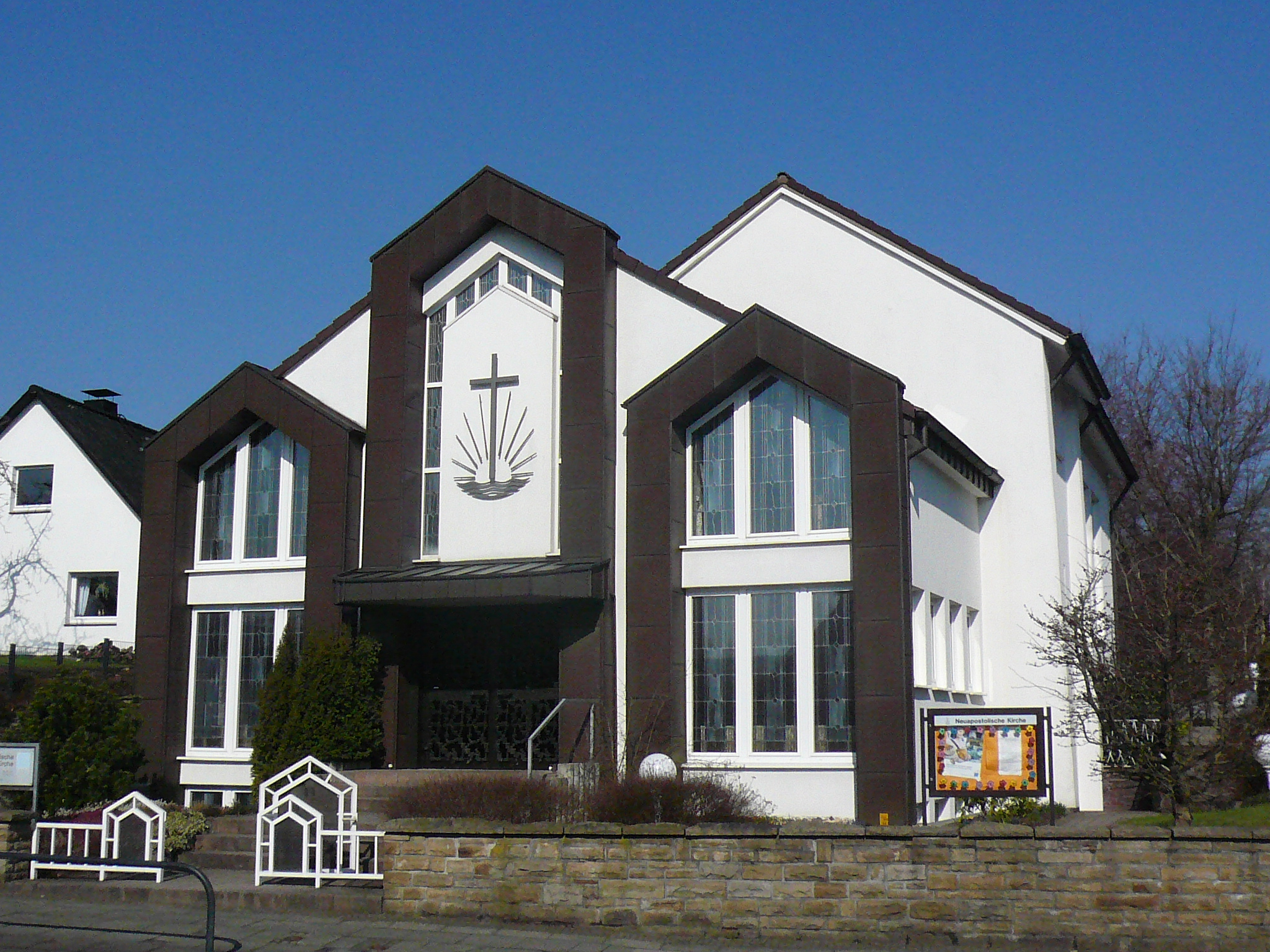
Die neuapostolische Kirche in Kirchhörde.

Seit 1984 ist Kirchhörde selbstständige Pfarrei. Inzwischen bilden die Gemeinden St. Patrokli und Heilige Familie in Brünninghausen, zu der auch Lücklemberg gehört, den Pastoralverbund Dortmund-Süd.

### Neuapostolische Gemeinde
Am 22. Oktober 1959 wurde die Kirche an der Kirchhörder Straße an der Grenze zur Bittermark durch den damaligen Bezirksapostel und späteren Stammapostel Walter Schmidt geweiht. Mittlerweile erfuhr das Gebäude eine zeitgemäße Modernisierung. Die Gemeinde gehört dem Bezirk Dortmund-West an.

## Geologie
Beim geologischen Aufbau Kirchhördes treten Formationen aus dem Paläozoikum mit dem Karbon und aus dem Känozoikum mit dem Pleistozän und dem Holozän auf. Der Nordabhang des Ardeygebirges wird bis in den Kirchhörder Raum von zutagetretenden flözführenden Oberkarbon mit Kohleneisensteinbänken gebildet. Die wichtigsten Flöze bilden das „Hauptflöz“ und das Flöz „Wasserbank“, welche zwischen 25° und 90° einfallen, sich im Kirchhörder Sattel der Oberfläche nähern und zur „Mulde von Gottessegen“ wieder abfallen, weiter südlich hinter der „Gottessegen-Überschiebung“ fast senkrecht anstehen und eine Mächtigkeit von 65–89 cm besitzen.

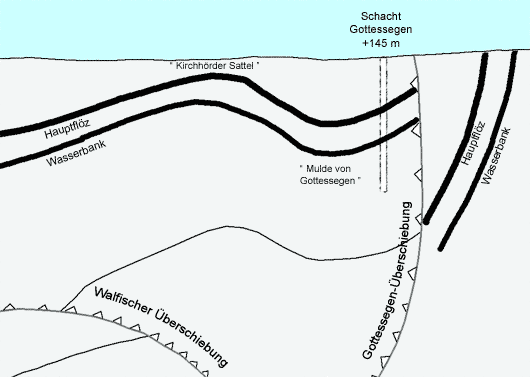
Lage der Hauptflöze

Vor allem im Osten Kirchhördes durchziehen harte, relativ widerstandsfähige Ruhrsandsteinbänke das zumeist aus Schiefertonen bestehende Gestein, wodurch kleine Erhebungen aus dem umgebenen Gelände aufsteigen. Im Norden und westlich des Kirchhörder Baches finden sich Ablagerungen aus dem jüngeren Pleistozän in Form von feinsandigen Lehmen und tonigen Sanden mit meist wenig mächtigen Geschiebelagern, die sich keilförmig nach Südwesten in das Karbon vorschieben. Die Ablagerungen des Holozän liegen in einem schmalen Streifen beiderseits des Kirchhörder Baches zwischen den oben beschriebenen des Pleistozän und des Karbon. Die Ruhrsandsteine erzeugen nur eine sehr geringe Verwitterungskrume, die nicht sehr fruchtbar ist. Die verwitterten Schiefertone bilden eine stärkere Krume, die einen relativ feuchten Boden hervorbringt.

## Einrichtungen

### Städtische Grundschule

Grundschule Kirchhörde

Das 1981 eröffnete Gebäude der Kirchhörder Grundschule an der Kobbendelle ist in den Hang des zur Straße „Am Frachen“ ansteigenden Geländes eingefügt worden und löste die unweit gelegene alte Kirchhörder Schule an der Kreuzung Hagener Straße / Kobendelle ab, nachdem bereits zwei Jahre zuvor auf dem neuen Schulgelände oberhalb des Kirchhörder Sportplatzes eine Turnhalle errichtet worden war. Die Schule ist zweizügig ausgerichtet und bedient neben den Kirchhörder Westen und Süden auch die Bittermark. Grundschüler des Kirchhörder Nordens und Ostens besuchen die Olpketalgrundschule in Lücklemberg. Weiterführende schulische Einrichtungen sind in Kirchhörde nicht vorhanden, so dass Schulen in Brünninghausen oder der Dortmunder Innenstadt genutzt werden.

### Evangelischer Kindergarten
Der Kindergarten der evangelischen Gemeinde Kirchhörde wurde am 15. August 1945 eröffnet. Als Raum diente der 1935 an die Patrokluskirche angebaute Kirchsaal. Im Dezember 1960 erfolgte der Umzug in das neu errichtete noch heute benutzte Gebäude an der Peter-Hille-Straße. Zum Erwerb tauschte die Kirchengemeinde ihre Besitzanteile am Pastorenwäldchen gegen das Grundstück, auf dem sich ein Pflegehaus der Stadt Dortmund befand.

### Katholischer Kindergarten
Die katholische Patrokli-Gemeinde richtete 1971 einen Kindergarten ein, welcher zusammen mit dem neuen Gemeindehaus direkt neben der Patrokli-Kirche liegt. Es werden 50 Mädchen und Jungen ab drei Jahren in zwei Gruppen betreut.

### Katholisches Krankenhaus

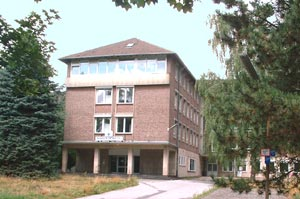
Marienhospital Kirchhörde

1957 wurde das St. Bonifatius-Florian und Meta Klöckner Krankenhaus erbaut, welches von Franziskanerinnen von der Heiligen Familie geleitet wurde. Die in Kirchhörde wohnende Familie Klöckner stellte nicht nur das über 13.000 m² große Grundstück am Notweg (heute Klöcknerstraße), sondern spendete auch noch einen Betrag von 1 Million Mark. 1978 wurde das Haus vom katholischen Marien Hospital Dortmund-Hombruch übernommen. Kirchhörde wurde zur Betriebsstätte der Klinik für Psychiatrie und Psychotherapie mit Tagesklinik und einer internistischen Station. Nach der Verlegung dieser Klinik 2005 an den Standort Hombruch der St.-Johannes-Gesellschaft stand das Krankenhaus leer. Die Franziskanerinnen, die weiterhin im Besitz der Immobilie waren, gaben den Standort Kirchhörde bereits Ende der 1990er Jahre auf. In der Zeit des Leerstands fiel es Vandalismus und drei Brandstiftungen zum Opfer.
Im Herbst 2016 begann der Abriss des Gebäudekomplexes und weiteren Nebengebäuden wie einem Schwesternwohnheim. Der ursprüngliche Flächenbebauungsplan sah nur eine Nutzung des Geländes im Gesundheitssektor vor. Nach einer Änderung des Bebauungsplans werden nun auf dem Gelände Wohnungen und Ein-/ sowie Mehrfamilienhäuser gebaut.

### Städtisches Seniorenheim Weiße Taube
Das Seniorenheim Weiße Taube befindet sich im Norden Kirchhördes an der nach einem ehemaligen Ausflugslokal benannten gleichnamigen Straße umgeben von einem baumreichen Park. Träger ist die „Städt. Seniorenheime Dortmund gemeinnützige GmbH“, ein Verbund von acht Seniorenheimen. Am Standort Kirchhörde stehen 32 Einzelzimmer und 26 Doppelzimmer zur Verfügung.

## Verkehr

### Hagener Straße
Bereits im Mittelalter führte eine Straße von Dortmund nach Hagen durch Kirchhörde, welche „Hohe Straße“ oder auch Hellweg genannt wurde. 1813 war der Ausbau zu einer Chaussee abgeschlossen, wobei im Bereich zwischen dem heutigen Restaurant Forstschlösschen und der Kirchhörder Straße eine Begradigung der Straßenführung durchgeführt wurde. Die alte Trasse erkennt man heute noch in den Straßen „Am Dimberg“ und „Am Frachen“. Beim Bau der Eisenbahnlinie 1871, bei der auch die Brücke über die Hagener Straße angelegt wurde, musste die Straßenführung zwischen der Gotthelfstraße und der Bozener Straße dem neuen Bahndamm angepasst werden.
Bevor in den 1960er Jahren die Ruhrwaldstraße östlich von Kirchhörde autobahnähnlich ausgebaut wurde, stellte die „Hagener Straße“ ein Teilstück der B 54 dar. Außerdem ist sie Bestandteil der Deutschen Alleenstraße. Das Radrennen Deutschland Tour führte 1999 durch die Hagener Straße.

### Autobahnanschluss
Im Süden grenzt die 1971 eröffnete Bundesautobahn 45 Dortmund-Frankfurt an Kirchhörde. Nächste Auffahrmöglichkeit ist der Anschluss Dortmund-Süd rund zehn Autominuten entfernt. Seit dem Bau bildet die A 45 die Grenze nach Schanze, welche vorher durch die Hellerstraße gebildet wurde. Kein Thema mehr ist der Weiterbau der Bundesautobahn 44 über das Autobahnkreuz Dortmund/Witten hinaus, der durch den Dortmunder Süden geplant gewesen war. Die Trasse sollte zwischen Kleinholthausen und Hombruch führen, also unweit des Kirchhörder Nordens.

### Schienenverkehr

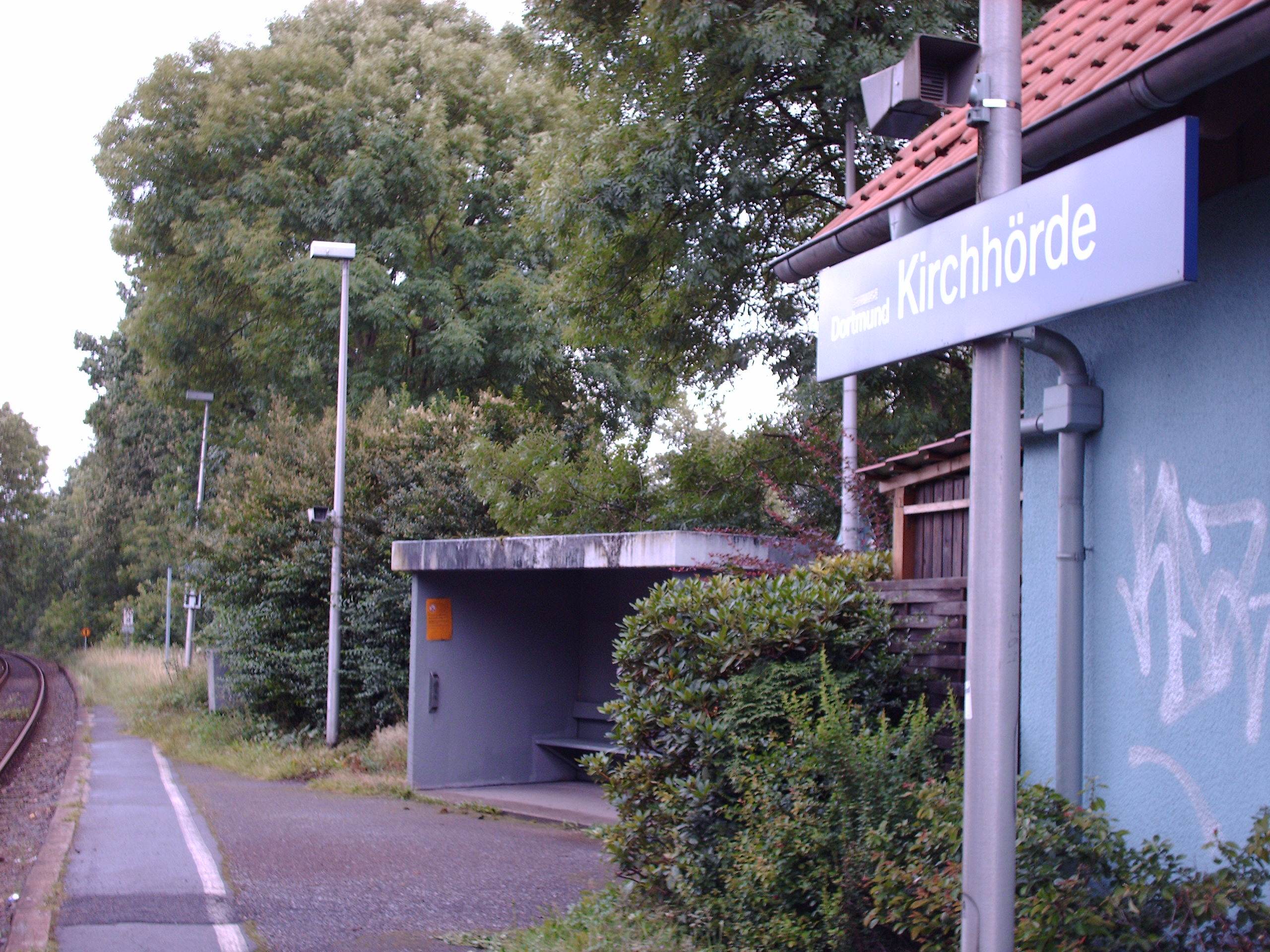
Bahnhof Kirchhörde

Mit der Eröffnung der Bahnstrecke Düsseldorf-Derendorf–Dortmund Süd der Rheinischen Eisenbahn-Gesellschaft über Wuppertal, Hagen und Herdecke am 16. Oktober 1871 – auch „Wuppertaler Nordbahn“ genannt – wurde 1879 auch Kirchhörde an das Eisenbahnnetz angeschlossen, da sich die Gesellschaft im Gegensatz zur Konkurrenz entschied, den Abschnitt Hagen-Dortmund über Herdecke durch das Ardeygebirge zu führen. Die Bergisch-Märkische Eisenbahn-Gesellschaft hatte beim Bau ihrer Stammstrecke Elberfeld–Dortmund mit der Trassierung über Witten das Ardeygebirge umgangen.
Dabei lag der Bahnhof Dortmund-Löttringhausen rund 800 m westlich des Ortskerns. Die Streckenführung passte sich den topographischen Verhältnissen an, so dass die Bahnlinie vom Kirchhörder Norden in einem Bogen westlich um den Ort herumgeführt wurde und erst im Süden bei der Zeche Gottessegen wieder an die Hagener Straße heranreichte. Nebengleise der Zeche führten bis in die Bittermark. Die Station Kirchhörde wurde erst 1943 auf Drängen der im örtlichen Verkehrsverein organisierten Gastwirte im Norden Kirchhördes an der Hagener Straße eröffnet. Heute ist der Bahnhof Kirchhörde ein Haltepunkt der Bahnstrecke Düsseldorf-Derendorf–Dortmund Süd, die südlich von Kirchhörde im 944 m langen Ender Tunnel den Hauptkamm des Ardeygebirges unterquert und im Gesamtverlauf als Volmetalbahn bezeichnet wird.
| Linie | Verlauf | Takt   |
| ----- | --- | ------ |
| RB 52 | Volmetal-Bahn: Dortmund Hbf – Dortmund Signal-Iduna-Park – Dortmund Tierpark – Dortmund-Kirchhörde – Dortmund-Löttringhausen – Wittbräucke – Herdecke – Hagen Hbf – Hagen-Oberhagen – Dahl – Rummenohl – Dahlerbrück – Schalksmühle – Lüdenscheid-Brügge – Lüdenscheid Stand: April 2024 | 60 min |

Es bestanden Planungen, die Volmetalbahn von Dortmund über Hagen nach Lüdenscheid als Stadtbahn zu realisieren. Diese sollte direkt vom Dortmunder Stadtzentrum über das Hagener Stadtzentrum bis in die Innenstadt von Lüdenscheid geführt werden. 1997 wurde dazu ein Konzept zur Regionalstadtbahn Hagen vorgestellt, was trotz des verkehrlichen Nutzens aus Kostengründen abgelehnt wurde.

## Statistik

### Bevölkerungsstatistik
Das Amt für Statistik und Wahlen der Stadt Dortmund hat das Stadtgebiet in 62 statistische Bezirke aufgeteilt. Dem Bezirk 670 Kirchhörde-Löttringhausen gehören neben Kirchhörde und Löttringhausen die Orte Schanze, Kleinholthausen und Großholthausen an. Rund 60 % der Bevölkerung des Bezirkes leben in Kirchhörde. Der Bezirk besteht aus acht Unterbezirken mit teilweise irreführenden Bezeichnungen. So besteht der Unterbezirk 672 Kirchhörde-Nord aus dem Löttringhauser Norden und dem Westen Kleinholthausens. Zur statistischen Auswertung Kirchhördes sind die Unterbezirke 673 Kleinholthausen, 674 Kirchhörde-Ost und 675 Kirchhörde-West zusammengefasst. So geht zwar der Osten Kleinholthausens mit ein, aber aufgrund der geringen Bevölkerung werden die Ergebnisse nur unwesentlich verfälscht. Etwas gravierender ist die historische Zugehörigkeit des Dahmsfeldes östlich der Dahmsfeldstraße zum Kirchspiel Wellinghofen, und damit zum Unterbezirk 682 Lücklemberg.
Angaben für Kirchhörde und den Bezirk 670 Kirchhörde-Löttringhausen für das Jahr 2005 im Vergleich zum gesamten Stadtbezirk Hombruch und Dortmund:
|            | Ein- wohner | +/-    | weibl. | Fläche    | Einw. /km² | evan.  | kath.  | Ausländer- anteil | Arbeits- losenquote |
| ---------- | ----------- | ------ | ------ | --------- | ---------- | ------ | ------ | ----------------- | ------------------- |
| Kirchhörde | 5.780       | −0,9 % | 53 %   | 2,5 km²   | 2320       | 39,3 % | 30,2 % | 4,3 %             | 6,4 %               |
| Bezirk 670 | 9.865       | −0,6 % | 53 %   | 7,6 km²   | 1298       | –      | –      | 5,3 %             | 9,2 %               |
| Hombruch   | 56.417      | +0,2 % | 52 %   | 34,9 km²  | 1615       | –      | –      | 7,8 %             | 10,3 %              |
| Dortmund   | 585.678     | −0,2 % | 52 %   | 280,3 km² | 2087       | 34,6 % | 29,6 % | 12,6 %            | 17,9 %              |

### Wahlergebnisse
Wahlen zum Rat der Stadt Dortmund

Parteienentwicklung

Dortmund ist in 41 Kommunalwahlbezirke eingeteilt, in denen per Mehrheitswahlrecht jeweils ein Ratsmitglied direkt gewählt wird. Weitere 47 Ratsvertreter kommen über die Reserveliste in den Rat. Der Stadtbezirk Hombruch besteht aus drei Wahlbezirken, wobei Kirchhörde Teil des Bezirkes 31 darstellt. Neben Kirchhörde gehören Lücklemberg, Schanze, Bittermark, der Norden Löttringhausens und Brünninghausen südlich der Stockumer Straße dem Bezirk 31 an. Kirchhörde stellt im Wahlbezirk rund 30 % der Bevölkerung. Bei den Wahlen 2004 gewann Matthias Ulrich von der CDU das Direktmandat.

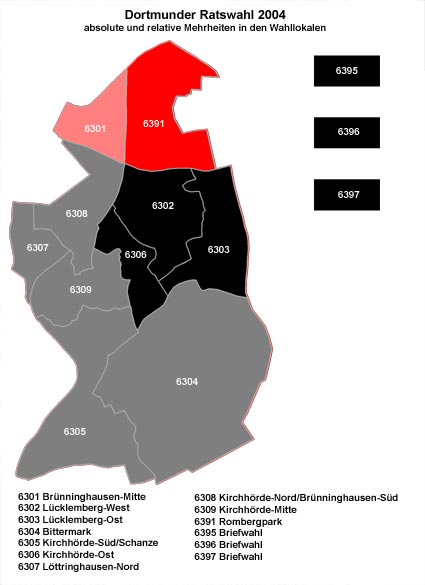
Ergebnis Wahllokale

Die Anzahl der Kommunalwahlbezirke eines Stadtbezirkes hängt von der Bevölkerungszahl ab und wird von Zeit zu Zeit angepasst. So existierten bei der Ratswahl 1994 noch 42 Bezirke. Zur Wahl 1999 verlor Eving ein Direktmandat. Aufgrund der Bevölkerungszunahme hat der Stadtbezirk Hombruch bei den Ratswahlen 2009 ein zusätzliches Direktmandat erhalten, wodurch die Grenzen der Kommunalwahlbezirke neu zugeschnitten wurden. Kirchhörde gehört dem Bezirk 30, den der Stadtbezirk Hörde verlor, ebenso wie die Bittermark, Schanze und Lücklemberg an.
| Ergebnisse der Wahlen zum Rat im Bezirk 31 In Klammern die Position des Parteiergebnisses im Vergleich zu den anderen Bezirken. bis 1994 42 Bezirke, ab 1999 41 Bezirke | Ergebnisse der Wahlen zum Rat im Bezirk 31 In Klammern die Position des Parteiergebnisses im Vergleich zu den anderen Bezirken. bis 1994 42 Bezirke, ab 1999 41 Bezirke | Ergebnisse der Wahlen zum Rat im Bezirk 31 In Klammern die Position des Parteiergebnisses im Vergleich zu den anderen Bezirken. bis 1994 42 Bezirke, ab 1999 41 Bezirke | Ergebnisse der Wahlen zum Rat im Bezirk 31 In Klammern die Position des Parteiergebnisses im Vergleich zu den anderen Bezirken. bis 1994 42 Bezirke, ab 1999 41 Bezirke | Ergebnisse der Wahlen zum Rat im Bezirk 31 In Klammern die Position des Parteiergebnisses im Vergleich zu den anderen Bezirken. bis 1994 42 Bezirke, ab 1999 41 Bezirke | Ergebnisse der Wahlen zum Rat im Bezirk 31 In Klammern die Position des Parteiergebnisses im Vergleich zu den anderen Bezirken. bis 1994 42 Bezirke, ab 1999 41 Bezirke | Ergebnisse der Wahlen zum Rat im Bezirk 31 In Klammern die Position des Parteiergebnisses im Vergleich zu den anderen Bezirken. bis 1994 42 Bezirke, ab 1999 41 Bezirke | Ergebnisse der Wahlen zum Rat im Bezirk 31 In Klammern die Position des Parteiergebnisses im Vergleich zu den anderen Bezirken. bis 1994 42 Bezirke, ab 1999 41 Bezirke | Ergebnisse der Wahlen zum Rat im Bezirk 31 In Klammern die Position des Parteiergebnisses im Vergleich zu den anderen Bezirken. bis 1994 42 Bezirke, ab 1999 41 Bezirke | Ergebnisse der Wahlen zum Rat im Bezirk 31 In Klammern die Position des Parteiergebnisses im Vergleich zu den anderen Bezirken. bis 1994 42 Bezirke, ab 1999 41 Bezirke |
| | CDU | SPD | Grüne | FDP | BL | PDS | DVU | REP | sonst. |
| --- | --- | --- | --- | --- | --- | --- | --- | --- | --- |
| 1975 | 46,0 % (5) | 43,7 % (38) | – | 9,3 % (4) | – | – | – | – | 1,0 % |
| 1979 | 43,7 % (5) | 44,4 % (38) | – | 7,8 % (2) | – | – | – | – | 4,1 % |
| 1984 | 42,2 % (2) | 39,8 % (40) | 12,6 % (8) | 4,9 % (2) | – | – | – | – | 0,5 % |
| 1989 | 39,0 % (1) | 39,3 % (40) | 9,7 % (20) | 7,1 % (4) | – | – | – | 4,9 % (36) | 0,0 % |
| 1994 | 45,0 % (1) | 35,4 % (42) | 12,8 % (16) | 3,7 % (1) | 0,9 % (?) | – | – | 1,1 % (40) | 1,1 % |
| 1999 | 57,9 % (1) | 27,9 % (41) | 8,6 % (23) | 2,6 % (6) | 1,7 % (41) | 0,7 % (30) | 0,8 % (41) | – | 0,3 % |
| 2004 | 47,8 % (1) | 30,9 % (41) | 10,7 % (18) | 5,2 % (3) | 1,7 % (39) | 1,5 % (41) | 1,1 % (41) | – | 1,1 % |

Vor fünfzig Jahren lag in Kirchhörde die SPD noch klar vor der CDU, bei den Ratswahlen vom 28. Oktober 1956 erreichte die SPD in den damaligen drei Kirchhörder Wahllokalen 45,5 %, die CDU 32,1 %, die FDP 14,8 % und die Deutsche Partei 5,0 % der abgegebenen Stimmen.
Oberbürgermeisterwahl
| Ergebnisse der Wahlen zum Oberbürgermeister im Bezirk 31 In Klammern die Position des Ergebnisses im Vergleich zu den anderen 40 Bezirken | Ergebnisse der Wahlen zum Oberbürgermeister im Bezirk 31 In Klammern die Position des Ergebnisses im Vergleich zu den anderen 40 Bezirken | Ergebnisse der Wahlen zum Oberbürgermeister im Bezirk 31 In Klammern die Position des Ergebnisses im Vergleich zu den anderen 40 Bezirken | Ergebnisse der Wahlen zum Oberbürgermeister im Bezirk 31 In Klammern die Position des Ergebnisses im Vergleich zu den anderen 40 Bezirken | Ergebnisse der Wahlen zum Oberbürgermeister im Bezirk 31 In Klammern die Position des Ergebnisses im Vergleich zu den anderen 40 Bezirken | Ergebnisse der Wahlen zum Oberbürgermeister im Bezirk 31 In Klammern die Position des Ergebnisses im Vergleich zu den anderen 40 Bezirken |
| | Hauptwahl | Hauptwahl | Hauptwahl | Stichwahl | Stichwahl |
| --- | --- | --- | --- | --- | --- |
| 1999 | Langemeyer SPD | Geers CDU | sonstige | Langemeyer SPD | Geers CDU |
| 1999 | 28,7 % (41) | 62,0 % (1) | 9,3 % | 36,0 % (41) | 64,0 % (1) |
| 2004 | Langemeyer SPD | Hengstenberg CDU | sonstige | Langemeyer SPD | Hengstenberg CDU |
| 2004 | 38,0 % (41) | 47,5 % (1) | 14,5 % | 48,8 % (41) | 51,2 % (1) |

## Sportvereine
- Der Kirchhörder Sport-Club wurde im Jahr 1958 gegründet, nachdem sich der TuS Kirchhörde 26 aufgrund des Fehlens einer geeigneten Spielstätte in den fünfziger Jahren aufgelöst hatte. Die Fußballabteilung nutzt den 1962 eingeweihten städtischen Asche-Sportplatz an der Kobendelle. Im September 2008, im 50. Jubiläumsjahr des KSC 58, wurde der Platz zu einem modernen Kunstrasen umgebaut. Die 1. Mannschaft spielte zwischen 1993 und 2012 ununterbrochen in der Bezirksliga. Zur Saison 2012/2013 gelang der Aufstieg in die Landesliga. Zwei Jahre später stieg das Team nach dem Sieg gegen die SpVg Olpe im Aufstiegsspiel der Landesligazweiten in die Westfalenliga auf. Größte Erfolg der Jugendabteilung war der Gewinn des Dortmunder A-Jugend-Pokals 1980 im Endspiel gegen den TSC Eintracht Dortmund. 2012 siegte das Herrenteam durch ein Finalerfolg gegen den Westfalenligisten Mengede 08/20 den Dortmunder Kreispokal. Des Weiteren besitzt der Verein Abteilungen in den Sportarten Volleyball, Badminton und Gymnastik. Die Vereinsfarben sind Rot und Weiß. Die lange Jahre bestehende Tischtennisabteilung existiert inzwischen nicht mehr.
- Der 1975 gegründete Tennis-Club Kirchhörde hat seinen Sitz an der Kreuzung Hagener Straße/Hellerstraße auf dem Gelände einer ehemaligen Ziegelei. Die Anlage umfasst neun Aschenplätze sowie zwei Hallenplätze.
- Die Reitanlagen der RSG Dortmund-Kirchhörde befinden sich in Kleinholthausen.

## Persönlichkeiten
- Gerhard Fischer (* 26. Mai 1930), Ingenieur, Inhaber der Gustav Schade Maschinenfabrik in Schüren, wohnte in Kirchhörde
- Armin Görtz, Fußballspieler
- Fritz Henßler, SPD-Politiker, im Widerstand tätig, Dortmunder Oberbürgermeister
- Florian Klöckner, Großindustrieller und Reichstagsabgeordneter von 1920 bis 1933
- Bruno Knust, Kabarettist
- Michael Krause, Olympiasieger im Feldhockey
- Benno Niggemeyer, CDU-Politiker, im Widerstand tätig
- Martin Papirowski, Regisseur
- Volker Sassenberg, Hörspielproduzent